# Johann Walzhofer
Johann Walzhofer (* 23. März 1906 in Harburg an der Elbe; † 1. März 1970 in Korneuburg) war ein österreichischer Fußballspieler.

## Vereinskarriere
1922 begann Johann Walzhofer seine Fußballkarriere beim Jedlersdorfer SC und wechselte 1926 zum größeren Bezirksrivalen Floridsdorfer AC, wo er im Frühjahr sein erstes Spiel in der I. Liga bestritt. Zu  Saisonbeginn 1926/27 trat er dem SK Rapid bei, wo er jedoch keine Chance in der Kampfmannschaft erhielt. Daher schloss er sich bereits nach einem halben Jahr dem Wiener AC an und konnte bald einen Stammplatz in der Sturmreihe erobern. Beim Praterverein avancierter er 1927/28 schon zum erfolgreichsten Mannschaftstorschützen. 1928 erreichte der WAC das Finale im ÖFB-Cup, wo man gegen den SK Admira Wien mit 1:2 unterlag, nachdem Walzhofer zwischenzeitlich für den Ausgleich gesorgt hatte. In der nächsten Saison konnte er mit 14 Toren den zweiten Platz in der Torschützenliste belegen und wechselte danach zum SC Wacker Wien.
Bei den Meidlingern sollte er die nächsten 15 Jahre seiner Karriere verbringen, wo er entweder als Mittelstürmer oder als Linksverbinder eingesetzt wurde und während dieser Zeit meist mit Karl Zischek gemeinsam in der Sturmreihe stand. Dabei konnte er sich noch zwei weitere Male unter den ersten drei der Torschützenliste platzieren. Trotz der Treffer seiner beiden Starstürmer kam die Wacker jedoch lange Zeit über Plätze im Mittelfeld der Tabelle nicht hinaus. In den späten 1930er Jahren schloss der Verein jedoch zur österreichischen Spitze auf und konnte dreimal in Folge den zweiten Platz in der Meisterschaft erreichen. Im Tschammerpokal 1939 erreichte die Mannschaft das Halbfinale, wo sie nach drei unentschiedenen Spielen gegen den SV Waldhof Mannheim erst durch Losentscheid ausschied. Ein Titel auf Vereinsebene blieb Walzhofer während seiner Laufbahn verwehrt, mit insgesamt 178 Meisterschaftstoren zählt er aber bis heute zu den 20 erfolgreichsten Torschützen in der Geschichte des österreichischen Fußballs.

## Nationalmannschaft
Sein Debüt für die Nationalmannschaft gab er im November 1927 bei einem 0:1 gegen Italien, nach zwei weiteren Spielen im Jahr 1928 folgte jedoch eine längere Pause, denn die nächste Einberufung erhielt er erst zum Spiel gegen die Tschechoslowakei im April 1931, welches zum Nationencup zählte, den die Österreicher für sich entscheiden konnten. Wenige Wochen später schlug die Geburtsstunde des Wunderteams, dessen Sturmreihe, wo Walzhofers Positionen von Matthias Sindelar und Anton Schall besetzt waren, in den nächsten beiden Jahren nahezu in unveränderter Zusammensetzung spielen sollte und der Wackerspieler daher nur regelmäßig in der Wiener Stadtauswahl zum Einsatz kam.
Nachdem sich die österreichische Nationalmannschaft für die Weltmeisterschaft 1934 qualifiziert hatte, gehörte Walzhofer zum nach Italien entsandten Kader, kam aber im Rahmen des Turniers, bei dem die Mannschaft schließlich im Halbfinale scheiterte, nicht zum Einsatz. Sein fünftes und letztes Spiel für Österreich bestritt der Stürmer im November desselben Jahres gegen die Schweiz.

## Trainerkarriere
Von Jänner bis September 1937 übte Walzhofer neben seiner Spielertätigkeit auch das Traineramt beim SC Wacker aus. Im Jahr 1947 übernahm er den Trainerposten beim SK Admira Wien, welchen er über fünf Jahre lang innehaben sollte. Die Admira war in dieser Zeit regelmäßig im Tabellenmittelfeld der höchsten Spielklasse zu finden, lediglich in der Saison 1948/49 gelang mit Platz drei eine Spitzenposition. Größter Erfolg während Walzhofers Trainerära war das Erreichen des Finales im Wiener Cup 1948, welches mit 1:2 gegen den FK Austria Wien verloren ging. Anfang 1953 trat er als Admiratrainer zurück. Danach war er noch Trainer beim SC Gaswerk, ehe er sich 1957 aus dem Fußball zurückzog.

## Erfolge
- Sieger beim Nationencup 1931 bis 1932
- Vierter Platz bei der Fußball-Weltmeisterschaft 1934
- 3× österreichischer Vizemeister: 1939, 1940, 1941
- 1× ÖFB-Cup-Finalist: 1928
- 1× Zweiter (1929) und 2× Dritter (1933, 1935) der Torschützenliste
- 5 Spiele für die österreichische Fußballnationalmannschaft: 1927–1934